# باك جو هو
بارك جو هو ولد 16 يناير 1987 في سول، هو لاعب كرة قدم كوري جنوبي يلعب مع «بوروسيا دورتموند» كمدافع. سبق له أن لعب في كأس العالم لكرة القدم مع منتخب بلاده.

## المسيرة الاحترافية

### أندية لعب لها
- ميتو هوليهوك
- كاشيما أنتلرز
- جوبيلو إيواتا
- نادي بازل
- نادي ماينتس 05
- بوروسيا دورتموند

## روابط خارجية
- باك جو هو على موقع الاتحاد الدولي (مؤرشف)  (الإنجليزية)
- باك جو هو على موقع الاتحاد الأوربي (الإنجليزية)
- باك جو هو على موقع رابطة كرة القدم اليابانية للمحترفين (اليابانية)
- باك جو هو على موقع دوري كوريا الجنوبية (الإنجليزية)
- باك جو هو على موقع قاعدة بيانات كرة القدم.إي يو (الإنجليزية)
- باك جو هو على موقع ناشيونال فوتبول تيمز (الإنجليزية)
- باك جو هو على موقع Soccerway.com (الإنجليزية)
- باك جو هو على موقع عالم كرة القدم.نت (الإنجليزية)
- باك جو هو على موقع AS.com (الإسبانية)

قالب:تشكيلة كوريا في كأس آسيا 2015